# Kelemeti, Ceyhan
Kelemeti là một xã thuộc huyện Ceyhan, tỉnh Adana, Thổ Nhĩ Kỳ.